# Yonne
Yonne är ett franskt departement  i regionen Bourgogne-Franche-Comté och som har fått sitt namn efter floden med samma namn. I den tidigare regionindelningen som gällde fram till 2015 tillhörde Yonne regionen Bourgogne. Huvudort är Auxerre.
Yonne är ett utpräglat landsbygdsområde med odling av främst spannmål, och det var under många årtionden ett avfolkningsområde. Sedan motorvägen Paris-Lyon byggts genom området har dock industri flyttat ut från storstadsområdet.